# Kostelec nad Vltavou
Kostelec nad Vltavou är en ort i Tjeckien.   Den ligger i regionen Södra Böhmen, i den centrala delen av landet, 70 km söder om huvudstaden Prag. Kostelec nad Vltavou ligger 486 meter över havet och antalet invånare är 420.
Terrängen runt Kostelec nad Vltavou är platt åt sydost, men åt nordväst är den kuperad.Runt Kostelec nad Vltavou är det ganska tätbefolkat, med 86 invånare per kvadratkilometer. Närmaste större samhälle är Milevsko, 12,0 km sydost om Kostelec nad Vltavou. I omgivningarna runt Kostelec nad Vltavou växer i huvudsak blandskog.